# Рыбальченко, Филипп Трофимович
Фили́пп Трофи́мович Рыба́льченко (13 августа 1898, Скуносово, Путивльский район — 25 августа 1950 или 6 марта 1953, Москва или Куйбышев) — советский военачальник, генерал-майор (1943). В 1947 году арестован, лишён званий, наград и позднее расстрелян. Посмертно реабилитирован 11 апреля 1956 года.

## Биография
Родился 13 августа 1898 года в селе Скуносово (ныне в Путивльском районе Сумской области).
В Русской императорской армии с февраля 1917 года. В Красной гвардии с ноября 1918 года. В Красной армии — с января 1919 года. По окончании гражданской войны Рыбальченко с апреля 1921 года, после расформирования дивизии, командовал взводом в 195-м и 196-м пограничных батальонах, а с декабря — в 395-м стрелковом полку 44-й стрелковой дивизии. С января 1922 года находился на учёбе в Киевской высшей военно-педагогической школе, а по её расформировании с февраля 1923 года — в 3-й Киевской военно-инженерной школе. По завершении учёбы с сентября 1923 года проходил службу в 1-й Петроградской военно-инженерной школе, командир взвода, помощник командира роты. С августа 1927 года — слушатель Военной академии РККА им. М. В. Фрунзе, с 1929 года член ВКП(б), с мая 1931 года — начальник штаба 73-го стрелкового полка 25-й стрелковой дивизии Украинского военного округа (УВО). С июля того же года — помощник начальника отдела боевой подготовки штаба УВО, с февраля 1933 года — помощник начальника штаба 80-й стрелковой дивизии, с января 1935 года — начальник штаба и врид начальника Киевской пехотной школы. Имея большой опыт штабной работы, Рыбальченко подготовил труд «Управление стрелковым батальоном в бою», который вышел двумя изданиями в 1933 и 1935 годах. С марта 1936 года служил в штабе 14-го стрелкового корпуса, начальник 4-го отделения, начальник 1-го отделения, он же — заместитель начальника штаба корпуса. С 16 января 1940 года — начальник штаба этого корпуса, в этой должности участвовал в советско-финляндской войне 1939—1940 годов, за что был награждён орденом Красной Звезды. По окончании боевых действий 14-й стрелковый корпус входил в состав Одесского военного округа и располагался в непосредственной близости от государственной границы в районе Кагул, Рени, Измаил, Килия, Болград.
В начале Великой Отечественной войны Рыбальченко продолжал находиться в той же должности. В конце июня 1941 года корпус вошёл в состав 9-й армии Южного фронта и участвовал в приграничном сражении, в ходе которого осуществлял оборону по восточному берегу реки Прут, отражал наступление немецких и румынских войск северо-западнее города Кишинёва. Затем в тяжёлых условиях отхода войск Южного фронта части корпуса в составе Приморской группы войск (с 19 июля — Отдельная Приморская армия) выполняли задачи по прикрытию приморского (одесского) направления, в конце июля — вели оборонительные бои на восточному берегу реки Днестр в районе Тирасполь — Паланка -Овидиополь. В начале августа корпус был расформирован, а Рыбальченко несколько дней состоял в распоряжении штабов Приморской, 9-й армий и штаба Южного фронта. Затем он был откомандирован в Закавказский военный округ, где Военным советом округа допущен к исполнению должности командира 414-й стрелковой дивизии. Находился в должности в течение двух месяцев, однако проявить себя не сумел и по ходатайству Военного совета округа был на этой должности заменён. С октября 1941 года полковник Рыбальченко — заместитель начальника штаба, он же начальник оперативного отдела штаба 12-й армии. В декабре он был отстранён от должности с формулировкой «за несвоевременное доведение до войск боевого приказа на переход в решительное наступление». С марта 1942 года — исполнял должность командира 414-й стрелковой Грузинской дивизии, находившейся на формировании в ЗакВО в городе Буйнакске. С мая того же года — начальник оперативного отдела штаба Северокавказского военного округа (СКВО), с сентября — начальник штаба 12-го стрелкового корпуса, который дислоцировался в городе Кутаиси и в составе 45-й армии Закавказского фронта нёс охрану государственной границы СССР с Турцией и Ираном. В период с 13 октября по 15 декабря 1942 года полковник Рыбальченко — и. о. командира 12-го стрелкового корпуса. В служебном отзыве на него от 15 октября 1942 года говорилось: «Полковник тов. Рыбальченко опытный штабной командир. В течение 13 лет почти беспрерывно работает в штабах на самых различных должностях… Штабную и, в частности, оперативную работу знает очень хорошо… Оперативный кругозор хороший. В обстановке корпуса и армии разбирается хорошо…»
С апреля 1943 года — заместитель командира 12-го стрелкового корпуса. По личной просьбе он был направлен в действующую армию на 1-й Украинский фронт. С апреля 1944 года исполнял должность заместителя командующего 4-й танковой армией, с мая — начальник штаба 3-й гв. армии, в этой должности участвовал в Львовско-Сандомирской наступательной операции. Впрочем, по оценке командующего армией гв. генерал-полковника В. Н. Гордова, генерал-майор Ф. Т. Рыбальченко «для начальника штаба армии подготовлен не в полном объёме. Отсутствие опыта командования соединением в мирное время и во время войны в сильной степени сказывается на его деятельности, в силу чего все вопросы, связанные с применением всех средств армии в операции и боевой подготовке, не охватывает…» В декабре 1944 года он был освобождён от должности начальника штаба армии с формулировкой «по неподготовленности по этой должности» и находился в распоряжении ГУК НКО. С марта 1945 года — заместитель командующего 4-й гв. армией 3-го Украинского фронта, которая участвовала в Балатонской и Венской наступательных операциях.

### Опала и расстрел
После Великой Отечественной войны генерал-майор Рыбальченко в той же должности. С января 1946 года — начальник штаба ПриВО. С июля 1946 года в запасе.
Арестован 4 января 1947 года. Арест по запросу Абакумова был санкционирован лично Сталиным. Приговорён к расстрелу Верховным Судом СССР 25 августа 1950 года по обвинению по ст. 58-11 УК РСФСР. Из приговора Рыбальченко Ф. Т.: «Обвиняется в измене Родине. Вместе со своими сообщниками …Гордовым и …Куликом возводил злобную клевету на советский строй, руководителей ВКП(б) и правительства. Будучи сторонником реставрации капитализма в СССР, заявлял о необходимости свержения Советской власти, делал вражеские выпады против главы Советского государства и совместно со своими единомышленниками во вражеских целях стремился упразднить политический аппарат в Советской Армии…»
Расстрелян 25 августа 1950 года. Место захоронения — Москва, Донское кладбище. По другим источникам дата и место смерти — 6 марта 1953 года, город Куйбышев, ныне Самара.
Посмертно реабилитирован 11 апреля 1956 года Верховным судом СССР.

## Награды
Награждён:
- Орден Ленина (21.02.1945[6]),
- Орден Красного Знамени (03.11.1944[6]),
- Орден Кутузова 2-й степени (11.08.1944),
- Орден Отечественной войны 1-й степени (28.04.1945),
- Орден Красной Звезды (19.05.1940),
- Орден Красной Звезды (31.03.1943),
- Медали[7][8].